# Zębiełek dwubarwny
Zębiełek dwubarwny (Crocidura fuscomurina) – gatunek owadożernego ssaka z rodziny ryjówkowatych (Soricidae). Występuje w Afryce Subsaharyjskiej od Senegalu przez Afrykę Zachodnią, Środkową, Sudan Południowy i Etiopię na wschodzie aż do Afryki Południowej. Gatunek ten jest szeroko rozpowszechniony. Mały ssak o długości ciała 50-60 mm, ogona 35-45 mm i masie ciała 3-10 g. Sierść koloru szarego, na stronie brzusznej jaśniejsza. Uszy są widoczne. W południowej części zasięgu występowania zamieszkuje suche sawanny i łąki, natomiast we wschodniej części zasięgu, preferuje wilgotne lasy oraz stepy. Zrewidowany przez Huterrera w 1983 roku. Kariotyp dla okazów z Burundi wynosi 2n = 56, FN = 86. W Czerwonej księdze gatunków zagrożonych Międzynarodowej Unii Ochrony Przyrody i Jej Zasobów został zaliczony do kategorii LC (najmniejszej troski). Nie ma większych zagrożeń dla populacji tego ssaka.